# Пиг'я-Пярнумаа (волость)
Пи́г'я-Пя́рнумаа (ест. Põhja-Pärnumaa vald) — волость в Естонії, адміністративна одиниця самоврядування в повіті Пярнумаа.

## Географічні дані
Площа волості — 1010 км2, чисельність населення на 1 січня 2017 року становила 8406 осіб.

## Населені пункти
Адміністративні центри — містечка Вяндра та Пярну-Яаґупі. Центр обслуговування — містечко Тоотсі.

## Історія
21 жовтня 2017 року після оголошення результатів виборів в органи місцевого самоврядування волость Пиг'я-Пярнумаа (Північне Пярнумаа) офіційно утворена шляхом об'єднання волостей Вяндра й Галінґа та містечок Тоотсі й Вяндра, що мали статуси волостей.